# Malkangiri
Malkangiri ist die Hauptstadt des gleichnamigen Distrikts im äußersten Südwesten des indischen Bundesstaats Odisha.
Malkangiri liegt im Hügelland der Ostghats auf einer Höhe von 183 m.
Die nationale Fernstraße NH 326 verbindet Malkangiri mit der 90 km nordöstlich gelegenen Stadt Jeypore sowie mit dem im Süden gelegenen Flusstal der Godavari.
Zur 25 km westlich von Malkangiri gelegenen Stadt Sukma führt eine Nebenstraße.
Malkangiri besitzt als Stadt seit Februar 2014 den Status einer Municipality. 
Beim Zensus 2011 betrug die Einwohnerzahl 31.007.